# Abraxas plurifasciata
Abraxas plurifasciata là một loài bướm đêm trong họ Geometridae.